# 사이토 가즈미
사이토 가즈미(일본어: 斉藤 和巳, 1977년 11월 30일 ~ )는 일본의 전 프로 야구 선수이자 야구 지도자, 야구 해설가·평론가이다.
현역 시절에는 후쿠오카 다이에 호크스·후쿠오카 소프트뱅크 호크스에서 활약을 했었고 1996년부터 1999년까지의 등록명은 ‘가즈미’(カズミ)였다. 다이에 시절이던 2003년에 퍼시픽 리그 투수 부문 타이틀을 거의 독점할 정도의 활약을 보였으나 2006년경부터 오른쪽 어깨 부상 때문에 소프트뱅크 시절인 2011년부터는 지배하 선수 등록을 벗어났다. 이를 계기로 팀에 남아서 재활 담당 코치를 맡아 현역 복귀를 목표로 했지만 2013년 7월에 복귀를 포기하겠다는 입장을 밝히면서 같은 달 31일자로 퇴단했다.
전 부인은 탤런트 스잔누였으며 현재는 이혼한 상태이다. 2014년부터는 후쿠오카를 거점으로 TVQ 규슈 방송의 야구 해설자와 니시닛폰 스포츠의 전속 평론가로 활동하고 있다.

## 상세 정보

### 출신 학교
- 미나미쿄토 고등학교(현재의 교토코갓칸 고등학교)

### 선수 경력
- 후쿠오카 다이에 호크스·후쿠오카 소프트뱅크 호크스(1996년 ~ 2010년)

### 지도자·기타 경력
- 후쿠오카 소프트뱅크 호크스 3군 재활 담당 코치(2011년 ~ 2013년)
- TVQ 규슈 방송 야구 해설자, 니시닛폰 스포츠 전속 평론가

### 수상·타이틀 경력

#### 타이틀
- 다승왕 : 2회(2003년, 2006년)
- 최우수 평균 자책점 : 2회(2003년, 2006년)
- 최다 탈삼진 : 1회(2006년)
- 최고 승률 : 3회(2003년, 2005년, 2006년) ※최우수 투수로서 수상

#### 수상
- 최우수 투수 : 3회(2003년, 2005년, 2006년)
- 사와무라 에이지상 : 2회(2003년, 2006년)
- 베스트 나인 : 2회(2003년, 2006년)
- 최우수 배터리상 : 2회(2003년, 2006년)[2]
- 월간 MVP : 3회(2003년 6월, 2005년 8월, 2006년 8월)

### 개인 기록

#### 첫 기록(투수 기록)
- 첫 등판 : 1997년 10월 5일, 대 세이부 라이온스 26차전(세이부 라이온스 구장), 4회말에 2번째 투수로서 구원 등판, 2/3이닝 2실점
- 첫 탈삼진 : 상동, 4회말에 도밍고 마르티네스로부터
- 첫 선발·첫 승리 : 2000년 6월 24일, 대 지바 롯데 마린스 12차전(후쿠오카 돔), 6이닝 무실점
- 첫 완투 승리 : 2003년 4월 4일, 대 닛폰햄 파이터스 1차전(도쿄 돔), 9이닝 2실점
- 첫 완봉 승리 : 2003년 8월 13일, 대 지바 롯데 마린스 19차전(후쿠오카 돔)

#### 첫 기록(타격 기록)
- 첫 안타·첫 타점 : 2006년 5월 19일, 대 도쿄 야쿠르트 스왈로스 1차전(메이지 진구 야구장), 6회초에 다테야마 쇼헤이로부터 중전 2점 적시타

#### 기타
- 1이닝 4탈삼진 : 2000년 9월 3일, 대 오릭스 블루웨이브 23차전(후쿠오카 돔), 2회초에 조지 아리아스·고시마 유지·히다카 다케시(낫아웃)·다구치 소로부터 ※역대 7번째(8번째)
- 선발 등판 16연승 : 2003년 ※프로 야구 기록
- 등판 경기 15연승 : 2003년 ※프로 야구 기록
- 개막 15연승 : 2005년 ※당시의 프로 야구 타이 기록
- 올스타전 출장 : 2회(2003년, 2006년)

### 등번호
- 66(1996년 ~ 2010년)

### 등록명
- カズミ(1996년 ~ 1999년)
- 斉藤 和巳(2000년 ~ )

### 연도별 투수 성적
| 연 도       | 소 속             | 등 판 | 선 발 | 완 투 | 완 봉 | 무 4 구 | 승 리 | 패 전 | 세 이 브 | 홀 드 | 승 률 | 타 자 | 이 닝 | 피 안 타 | 피 홈 런 | 볼 넷 | 고 4 | 몸 맞 | 탈 삼 진 | 폭 투 | 보 크 | 실 점 | 자 책 점 | 평 자 책 | W H I P |
| ----------- | ----------------- | ----- | ----- | ----- | ----- | ------- | ----- | ----- | -------- | ----- | ----- | ----- | ----- | -------- | -------- | ----- | ---- | ----- | -------- | ----- | ----- | ----- | -------- | -------- | ------- |
| 1997년      | 다이에 소프트뱅크 | 1     | 0     | 0     | 0     | 0       | 0     | 0     | 0        | --    | ----  | 6     | 0.2   | 2        | 0        | 1     | 0    | 1     | 1        | 0     | 0     | 2     | 2        | 27.00    | 4.50    |
| 1998년      | 다이에 소프트뱅크 | 1     | 0     | 0     | 0     | 0       | 0     | 0     | 0        | --    | ----  | 19    | 3.2   | 6        | 0        | 3     | 0    | 1     | 1        | 0     | 0     | 3     | 3        | 7.36     | 2.45    |
| 1999년      | 다이에 소프트뱅크 | 1     | 0     | 0     | 0     | 0       | 0     | 0     | 0        | --    | ----  | 6     | 1.0   | 1        | 0        | 0     | 0    | 1     | 3        | 1     | 1     | 2     | 2        | 18.00    | 1.00    |
| 2000년      | 다이에 소프트뱅크 | 22    | 16    | 0     | 0     | 0       | 5     | 2     | 0        | --    | .714  | 399   | 89.1  | 92       | 9        | 46    | 0    | 1     | 77       | 10    | 1     | 44    | 41       | 4.13     | 1.54    |
| 2001년      | 다이에 소프트뱅크 | 7     | 3     | 1     | 0     | 0       | 0     | 1     | 0        | --    | .000  | 104   | 22.1  | 28       | 4        | 11    | 1    | 1     | 16       | 1     | 0     | 11    | 11       | 4.43     | 1.75    |
| 2002년      | 다이에 소프트뱅크 | 10    | 10    | 0     | 0     | 0       | 4     | 1     | 0        | --    | .800  | 282   | 70.1  | 53       | 4        | 21    | 0    | 3     | 63       | 3     | 0     | 24    | 23       | 2.94     | 1.05    |
| 2003년      | 다이에 소프트뱅크 | 26    | 26    | 5     | 1     | 1       | 20    | 3     | 0        | --    | .870  | 801   | 194.0 | 174      | 19       | 66    | 3    | 8     | 160      | 4     | 0     | 62    | 61       | 2.83     | 1.24    |
| 2004년      | 다이에 소프트뱅크 | 22    | 22    | 3     | 1     | 0       | 10    | 7     | 0        | --    | .588  | 612   | 138.0 | 139      | 22       | 59    | 3    | 6     | 120      | 6     | 0     | 100   | 96       | 6.26     | 1.43    |
| 2005년      | 다이에 소프트뱅크 | 22    | 22    | 4     | 1     | 1       | 16    | 1     | 0        | 0     | .941  | 636   | 157.0 | 135      | 14       | 41    | 0    | 10    | 129      | 5     | 0     | 54    | 51       | 2.92     | 1.12    |
| 2006년      | 다이에 소프트뱅크 | 26    | 26    | 8     | 5     | 3       | 18    | 5     | 0        | 0     | .783  | 790   | 201.0 | 147      | 10       | 46    | 3    | 8     | 205      | 2     | 0     | 50    | 39       | 1.75     | 0.96    |
| 2007년      | 다이에 소프트뱅크 | 12    | 12    | 0     | 0     | 0       | 6     | 3     | 0        | 0     | .667  | 297   | 72.1  | 64       | 3        | 25    | 0    | 3     | 71       | 2     | 0     | 22    | 22       | 2.74     | 1.23    |
| 통산 : 11년 | 통산 : 11년       | 150   | 137   | 21    | 8     | 5       | 79    | 23    | 0        | 0     | .775  | 3952  | 949.2 | 841      | 85       | 319   | 10   | 43    | 846      | 34    | 2     | 374   | 351      | 3.33     | 1.22    |

- 굵은 글씨는 시즌 최고 성적.
- 다이에(후쿠오카 다이에 호크스)는 2005년에 소프트뱅크(후쿠오카 소프트뱅크 호크스)로 구단명을 변경.